# Immeuble de bureaux

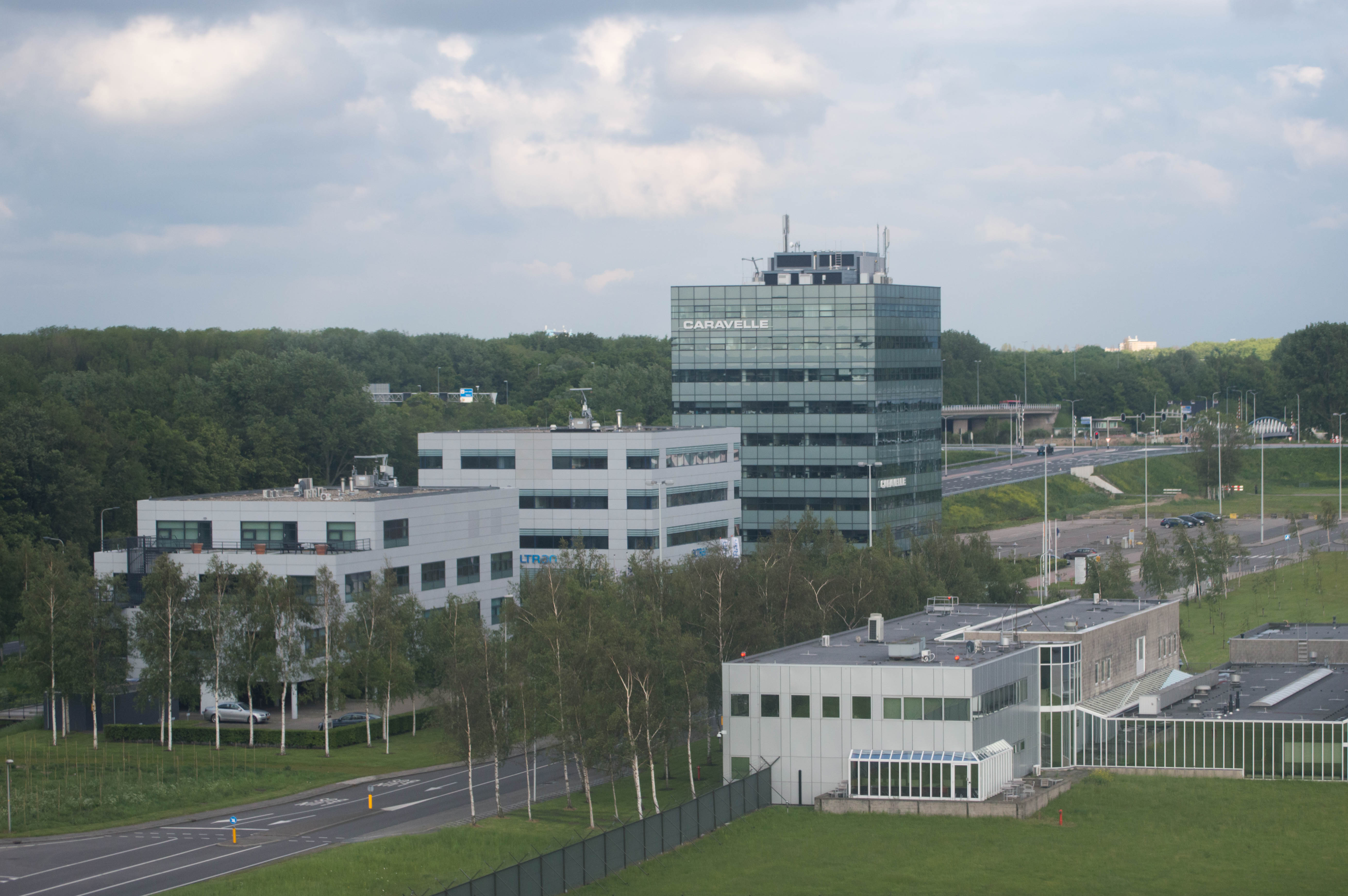
Immeuble de bureaux aux abords de l'aéroport d'Amsterdam-Schiphol (Pays-Bas).

Un immeuble de bureaux est un bâtiment servant essentiellement à héberger des utilisateurs de bureaux quoiqu'il puisse aussi inclure des espaces commerciaux accessoires, des locaux d'entreposage et très souvent des espaces de stationnement.

## Aspects physiques

### L'immeuble
Même si des bureaux peuvent être aménagés dans presque tous genres d'immeubles, les exigences modernes du travail de bureau mettent des contraintes assez strictes sur l'aspect physique des espaces. Ces contraintes peuvent être de nature légale (l'éclairage doit être suffisant, certains services doivent être disponibles) ou technique (les exigences de communication en réseau). La sécurité et la flexibilité de l'espace entrent aussi en jeu. Toutes ces raisons militent pour la construction d'immeubles spécialisés pour l'accueil des bureaux.
Un immeuble de bureaux peut être occupé par une seule entreprise, propriétaire ou locataire, ou divisé en de multiples espaces loués par des entreprises de taille variable. Dans ce dernier cas, l'immeuble comprend des espaces communs et des espaces exclusifs à chaque entreprise :
- l'espace commun de l'immeuble comprend le hall d'entrée, des équipements de circulation verticale (escaliers et ascenseurs), des couloirs (si l'étage est occupé par plusieurs usagers), ainsi que des salles de toilette ;
- chaque espace exclusif comprend généralement une aire de réception et des bureaux individuels ou groupés. On y trouve aussi souvent une ou plusieurs salles de conférence, un espace de détente avec certains équipements de cuisine, des espaces de photocopie et d'entreposage.

### Architecture et construction

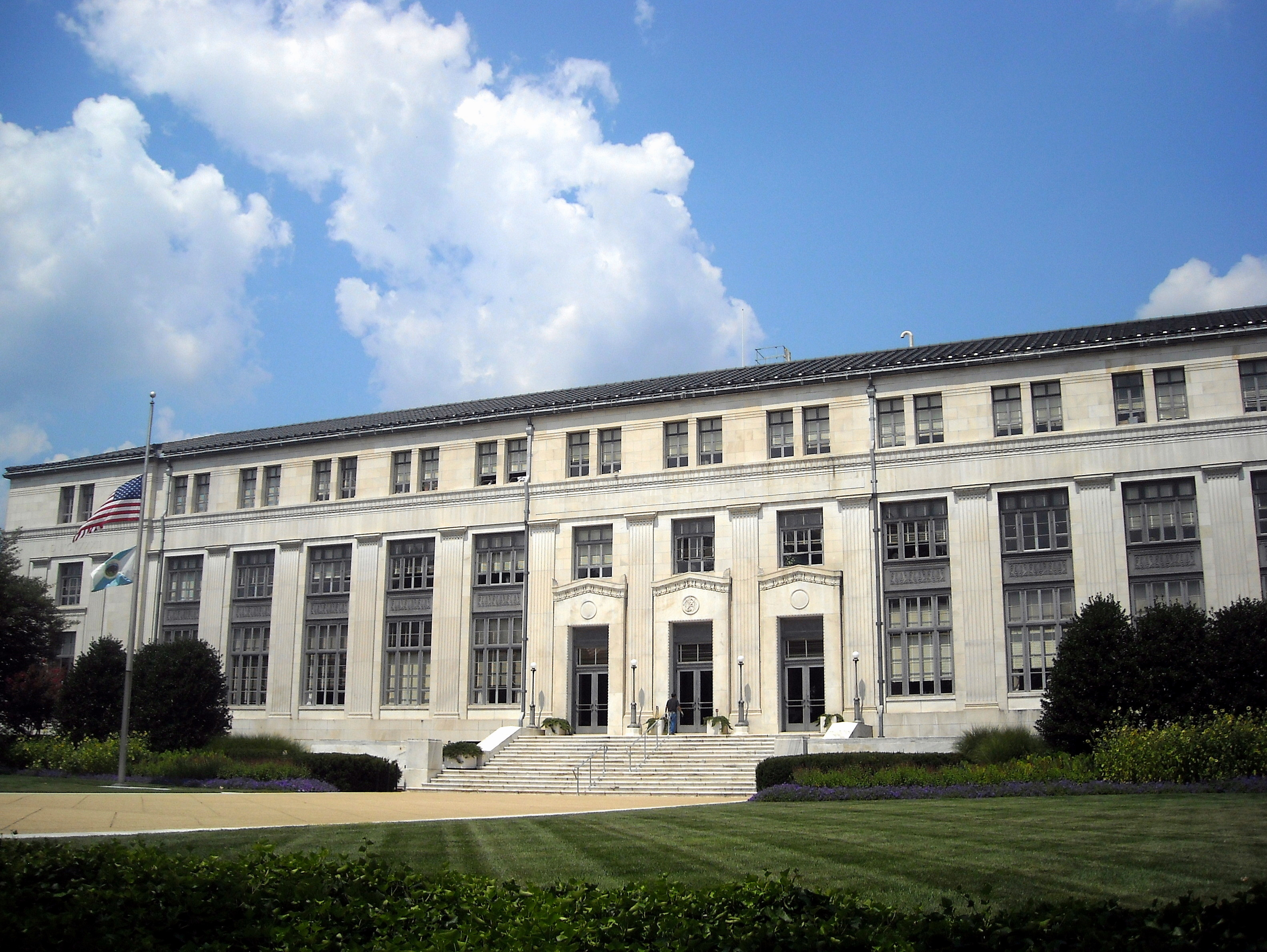
Le United States Public Health Service Building, à Washington, D.C., immeuble de bureaux construit en 1931.

Depuis la fin du XIXe siècle, les immeubles de bureaux ont été le type de construction qui a le plus poussé vers l'augmentation de la hauteur des immeubles. L'invention de l'ascenseur au milieu de ce siècle (d'abord hydraulique puis électrique vers 1880) a lancé la course à la hauteur des immeubles et ce sont les bureaux qui en ont le plus profité (voir gratte-ciel).
Des grands immeubles de New York (le Flatiron Building, l'Empire State Building, le World Trade Center jusqu'aux plus hauts immeubles en construction d'aujourd'hui, l'essentiel est constitué de tours de bureaux et la structure est généralement faite d'acier, pour plus de légèreté, quoiqu'on retrouve certains gratte-ciels de moyenne envergure construits en béton armé.
Un des défis de ces constructions, étant donné le grand nombre de gens qui y travaillent, est la qualité de l'air qu'on y respire. Les immeubles modernes ont des fenêtres scellées et l'air ambiant est complètement climatisé, ce qui signifie qu'une partie est recyclée et filtrée. On a fait de nombreuses études ces dernières années sur le « mal des édifices fermés ». Pour réduire la pollution intérieure, on tend aujourd'hui à légiférer pour interdire l'usage du tabac dans les immeubles.[Passage à actualiser]

### L'organisation de l'espace
L'espace dans un immeuble de bureaux est organisé de différentes façons suivant principalement les fonctions du personnel en cause, mais aussi suivant la culture de l'entreprise et les modes.
Le cloisonnement peut varier de l'étage complet sans cloison au bureau individuel. Les bureaux à aire ouverte groupent plusieurs travailleurs dans le même espace et des études ont montré qu'il favorisent la productivité à court terme (comme le développement d'un projet de logiciel).
Un compromis entre les deux est la demi-cloison ou le cubicule (comme on en voit dans les bandes dessinées Dilbert), qui permet une certaine intimité visuelle, mais offre peu d'isolation sonore et de sécurité.

### Les services habituels
- L'eau (cabinets d'aisances, eau potable pour les fontaines)
- L'énergie : chauffage et électricité (distribuée dans tout l'espace pour l'éclairage et les prises de courant), éventuellement d'origine photovoltaïques ou éolienne.
- Le téléphone
- Un cloisonnement adéquat en fonction de travail accompli (pleine hauteur ou mi-hauteur)
- Le parking (souterrain dans les centres-villes)
- Le câblage structuré (catégorie 5 ou supérieure) pour les communications internes et externes
- La sécurité de l'immeuble (contrôle de l'accès, sécurité incendie)

### L'équipement d'un bureau
- Un pupitre et une chaise
- Un téléphone (qui peut servir d'intercom)
- Un ou des classeurs ou d'autres espaces de rangement
- Un poste d'ordinateur, lorsque nécessaire
- Une ou des chaises pour recevoir des clients

## Localisation

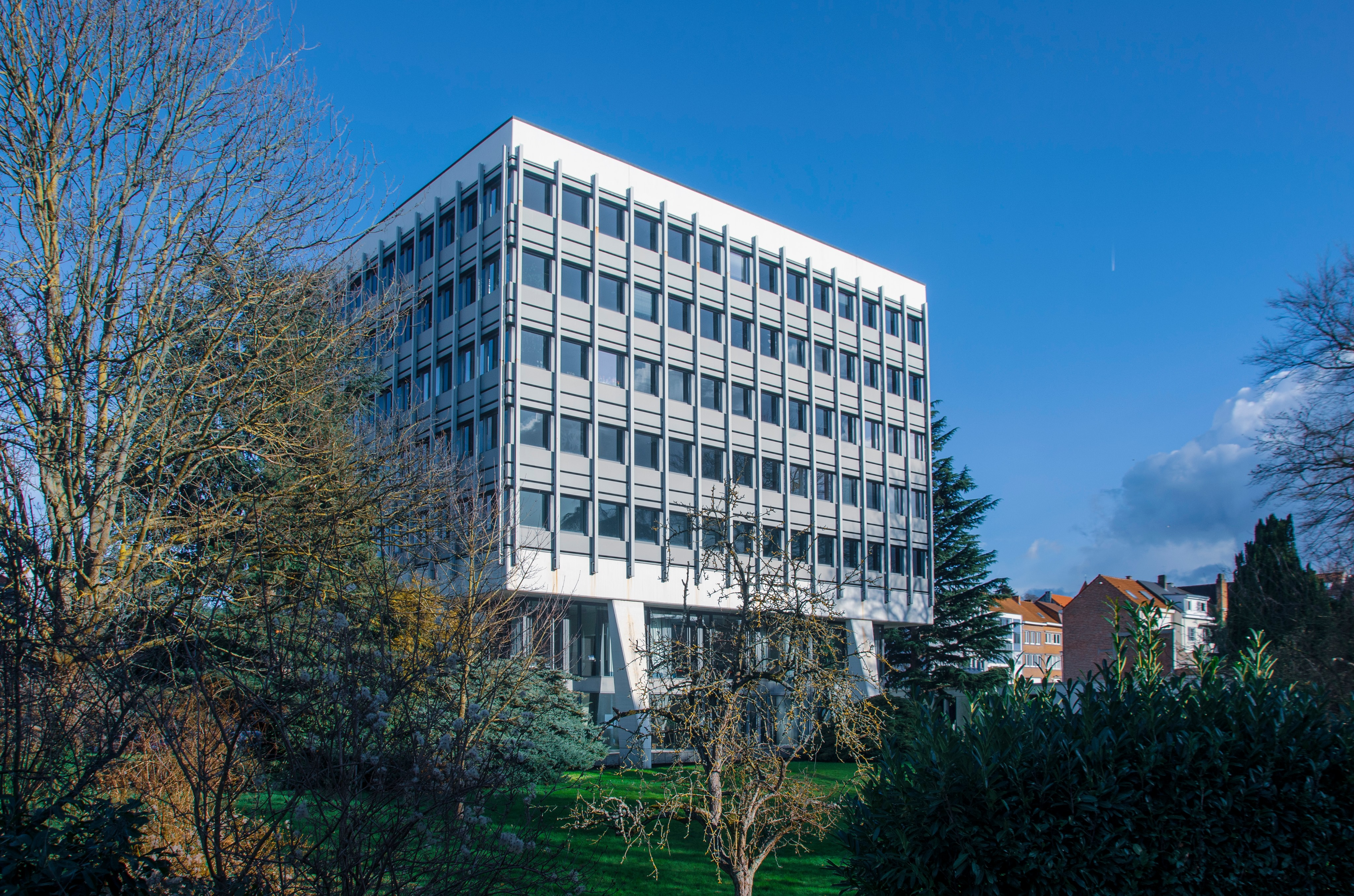
L'immeuble Croix-Rouge à Uccle (Bruxelles).

Les immeubles de bureaux ont des exigences de localisation assez précises. Les utilisateurs d'espace de bureaux sont guidés dans leur choix de site par des facteurs de localisation qui, même s'ils ne sont pas aussi contraignants que pour le choix du site d'une usine, ont quand même un certain poids.
Les bureaux-chefs des grandes entreprises vont ainsi choisir des grandes villes, sinon la métropole du pays en question. De même, les bureaux régionaux s'établiront dans une ville ayant un rôle de centre régional.
À l'intérieur d'une ville, le choix de localisation est aussi guidé par des facteurs précis, notamment le besoin de regroupement pour favoriser les communications interpersonnelles et le partage des ressources externes.  C'est pour cette raison que les centres-villes des grandes cités sont si densément construits en immeubles de bureaux et que les hauteurs tendent à s'accroître.
Une telle concentration entraîne des coûts de location élevés, de sorte que certains utilisateurs qui n'ont pas des exigences de concentration aussi fortes cherchent des sites moins denses et plus décentralisés le long des grandes voies de communication menant vers le centre-ville. Ces bureaux ont tendance à se grouper dans des parcs de bureaux de banlieue.
Certains immeubles ont enfin tendance à être dispersés sur le territoire urbain parce qu'ils hébergent des utilisateurs qui desservent directement les individus et les ménages plutôt que d'autres entreprises (services personnels et professionnels, services financiers aux individus, assurance). Ces immeubles sont situés le long des artères commerciales, dans les centres commerciaux ou au cœur des anciens quartiers, là où les résidents convergent pour leurs besoins commerciaux courants.

## Classification
La classification des immeubles de bureaux sert à refléter les sous-marchés qui se créent sur la base du prix de location. Elle est basée sur les qualités physiques, énergétique, écologiques et jusqu’à un certain point géographiques des immeubles, mais se réfère à des caractéristiques qui se trouvent plus ou moins résumées dans le prix.
Dans les études de marché, on classe généralement les immeubles en trois ou quatre groupes désignés par les lettres A, B, C et D, avec parfois une cote « A+ » ou « Triple A » pour les édifices les plus récents et les plus prestigieux.
De telles classifications sont issues du langage parlé et sont subjectives, car il n’y a aucun moyen scientifique de tenir compte de l’ensemble des facteurs quantitatifs et qualitatifs qu’elles doivent refléter. Le seul indice scientifique serait le prix de location unitaire, puisqu’il est censé résumer toutes les caractéristiques de la classe mais là encore, le sectionnement en classes de cet indice continu serait arbitraire.
Typiquement, le Urban Land Institute, une autorité dans le domaine des immeubles commerciaux, dit ce qui suit sur cette classification dans son Office Development Handbook :

« Les immeubles de classe A bénéficient d'une excellente situation et accessibilité, hébergent des locataires de haute qualité et sont gérés de façon professionnelle. Les matériaux de l'immeuble sont de haute qualité et les loyers sont concurrentiels avec ceux des autres immeubles neufs. Les immeubles de classe B ont une situation, une gestion et une construction de bonne qualité et reçoivent des locataires de bon standing. Ces immeubles doivent n'avoir que peu de détérioration et de désuétude fonctionnelle. Les immeubles de classe C sont typiquement âgés entre 15 et 25 ans mais profitent d'un bon taux d'occupation. »

Il va de soi que dans une ville plus ancienne, des immeubles de bien plus que 25 ans peuvent encore être de classe A, surtout si les rénovations leur ont conservé leur attrait.
D'autre part, étant donné que, comparés aux immeubles des centres-villes, ceux des banlieues, en plus d'être de plus faible densité, sont généralement de moins bonne qualité, tant pour la construction que pour les services offerts, les praticiens de l'immobilier doivent parfois préciser « classe A de banlieue » lorsqu'ils parlent de cette catégorie.
De nombreux labels et certificats classent aussi les immeubles ou appartements selon des critères de « construction durable » ou de rénovation soutenable du parc tertiaire, c'est-à-dire s'appuyant sur des études d'impacts, mesures d'empreinte écologique et de mesures compensatoires et conservatoires plus complètes (écomatériaux, bois écocertifiés), économies d'énergie (en France, la loi, impose que les baux conclus (ou renouvelés) pour des locaux de plus de 2 000 m2 à usage de bureaux ou de commerces comportent une « annexe environnementale » (« bail vert »), contenant notamment des informations utiles sur la consommation énergétique des locaux loués ; et depuis 2011, la RT 2012 concerne aussi la demande de permis de construire pour les bureaux), label Reconnu Grenelle, construction positive en énergie, haute qualité environnementale, construction à biodiversité positive, intégration dans la trame verte et bleue, etc.
La dernière notion apparue en France (mi-2013, dans le cadre de la conférence environnementale et du plan Bâtiment durable) est la GPEI (Garantie de performance énergétique intrinsèque) qui ne concerne dans un premier temps que les immeubles de bureaux et s'appuie sur une charte d'application réunissant, dans un premier temps également seize acteurs de la construction.